# Швейкі (Цехановський повіт)
Швейкі (пол. Szwejki) — село в Польщі, у гміні Сонськ Цехановського повіту Мазовецького воєводства.
Населення — 81 особа (2011).
У 1975—1998 роках село належало до Цехановського воєводства.

## Демографія
Демографічна структура станом на 31 березня 2011 року:
|          | Загалом | Допрацездатний вік | Працездатний вік | Постпрацездатний вік |
| -------- | ------- | ------------------ | ---------------- | -------------------- |
| Чоловіки | 46      | 10                 | 30               | 6                    |
| Жінки    | 35      | 3                  | 23               | 9                    |
| Разом    | 81      | 13                 | 53               | 15                   |